# 埃科 (明尼蘇達州)
埃科（英語：Echo）是一個位於美國明尼蘇達州耶洛梅德辛縣的城市。

## 人口
根據2020年美國人口普查的數據，埃科的面積為0.95平方千米，皆為陸地。當地共有人口243人，而人口密度為每平方千米256人。